# عايدة الصوفي
عايدة نايف حماد الصوفي من مواليد 20 مايو 1994) هو لاعب كرة قدم أردني مسلمة لعبت في مركز الهجوم. كانت ضمن المنتخب الوطني للسيدات الأردني.

## المسيرة الدولية
شاركت الصوفي مع منتخب الأردن على مستوى الكبار خلال تصفيات كأس آسيا للسيدات 2014 وتصفيات الألعاب الأولمبية للسيدات 2016. 

## روابط خارجية
- عايدة الصوفي  على سكروي
- اللاعبة عايدة الصوفي - الاتحاد الأردني لكرة القدم